# Pilar de luz

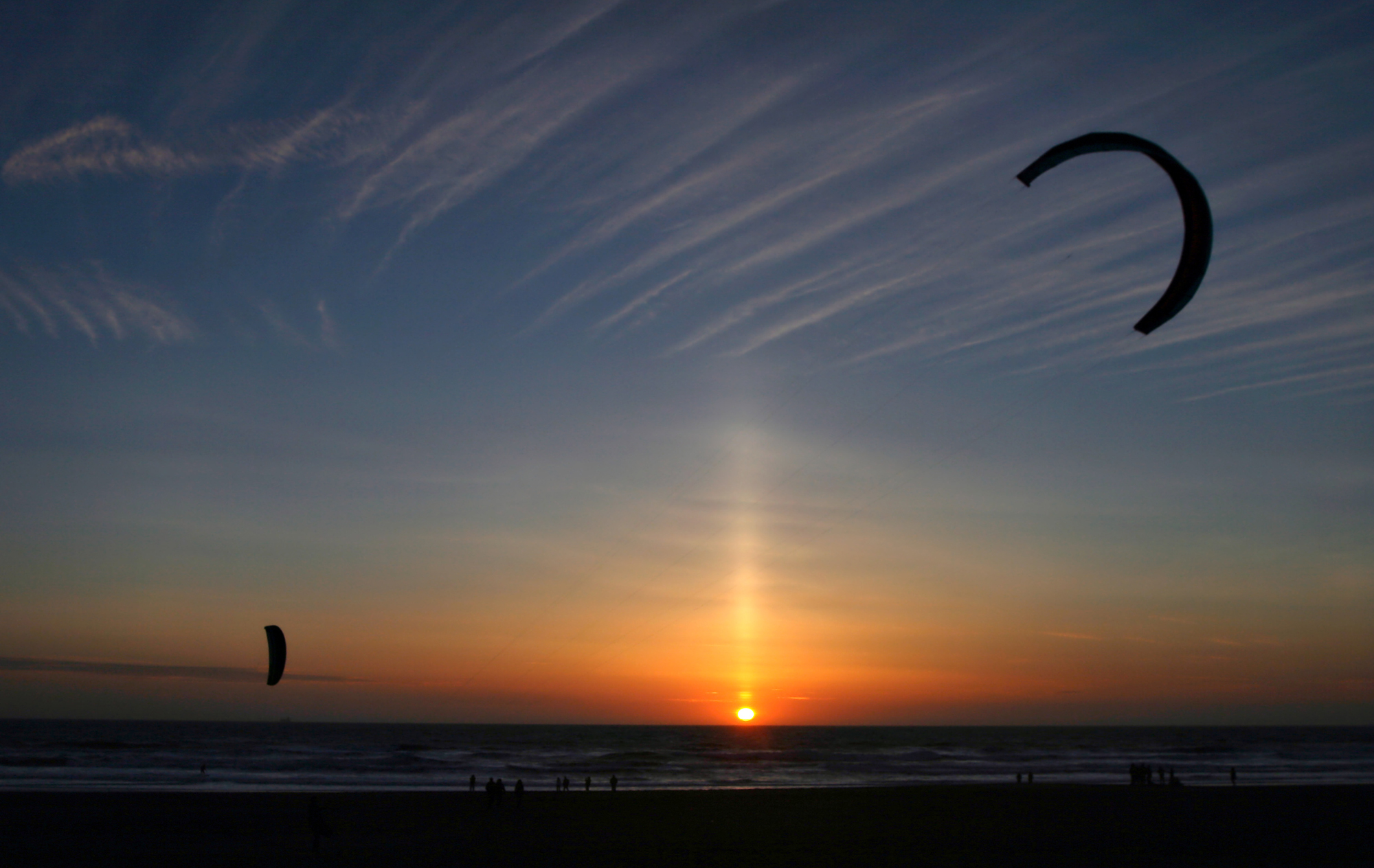
Pilar de luz em San Francisco, California.

Os Pilares de luz são um fenómeno óptico formados pela reflexão da luz do sol ou da lua por cristais de gelo que estão presentes na atmosfera terrestre.
Um pilar de luz toma a aparencia de estreitas colunas que, por vezes, se estendem verticalmente acima ou abaixo da fonte de luz. Estes são proeminentemente visíveis quando o sol se encontra baixo ou abaixo do horizonte. Provenientes do sol, os pilares podem ser denominados de pilar do sol ou pilar solar. No entanto, este fenómeno pode ocorrer a partir da lua ou de fontes terrestres, tais como da iluminação pública.
Os pilares de luz foram também conhecidos por suscitarem a falsos relatórios de OVNIs. Niágara Falls é um dos locais, onde a névoa das Cataratas do Niágara faz com que o fenômeno apareça com frequência durante os meses de inverno, onde os cristais de gelo interagem com a cidade, onde existe vários holofotes estão voltados para o local com o propósito de criação de proeminentes pilares de luz.

## Galeria

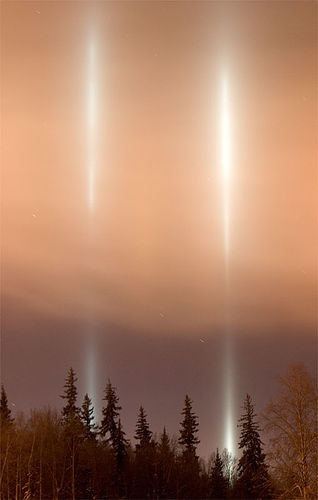
J. Hall)
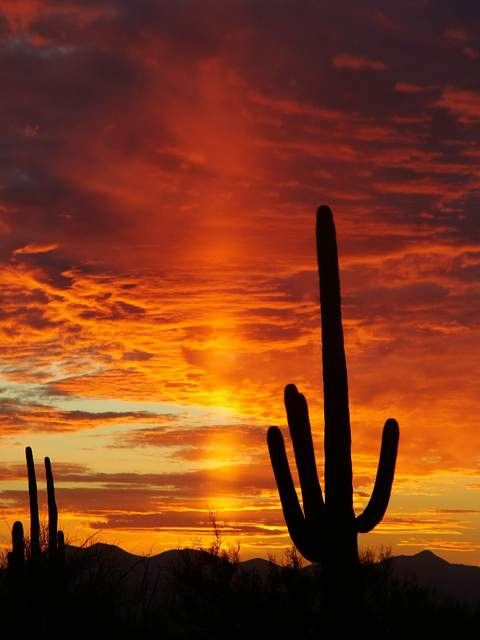
Plar de luz perto de Tucson, Arizona.
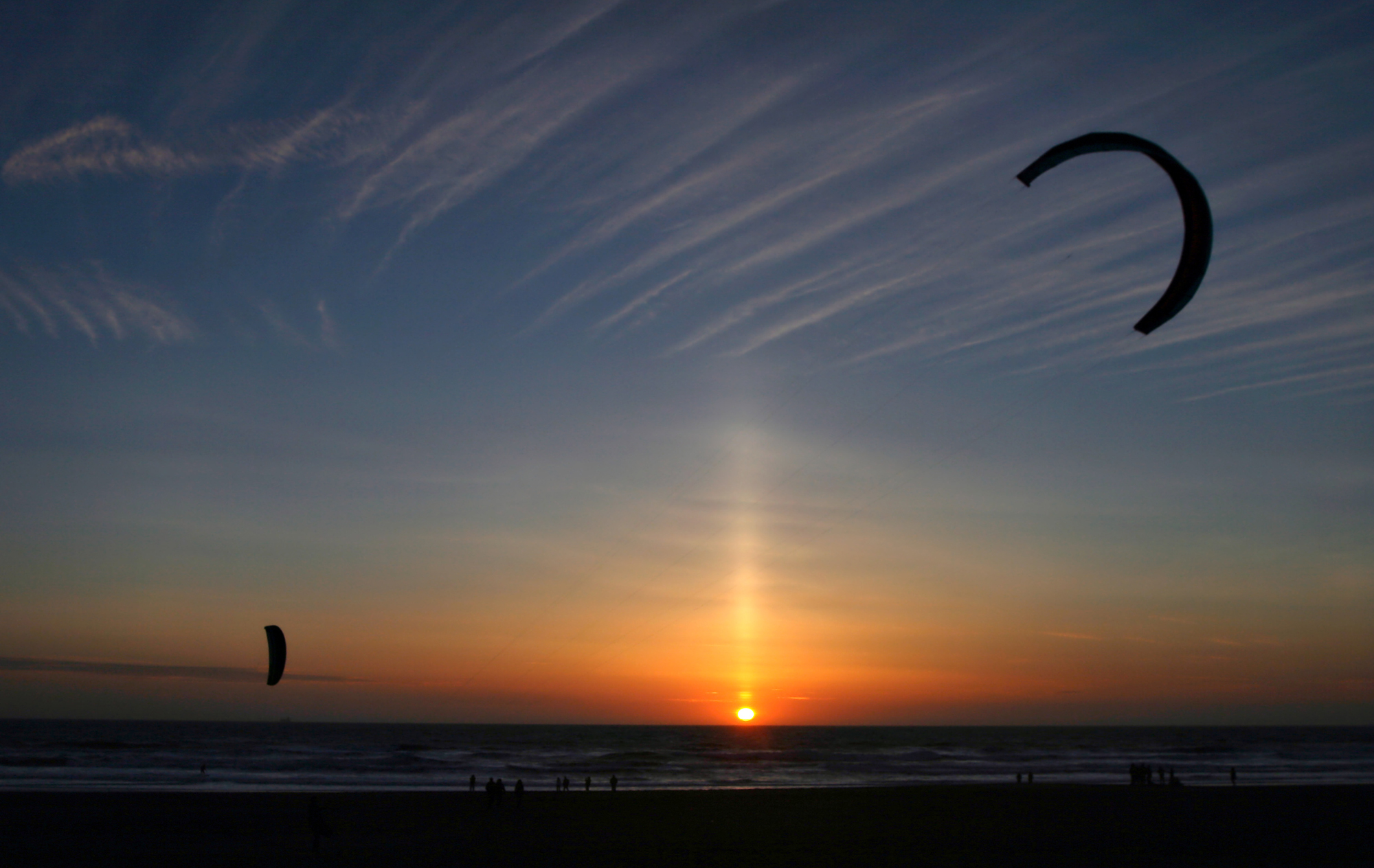
Pilar de luz em San Francisco, Califórnia.
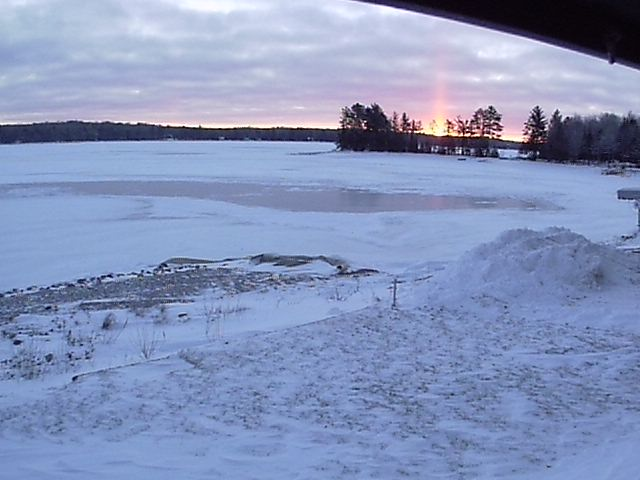
Pilar de luz sobre o Lago de Lucerne, Wisconsin.
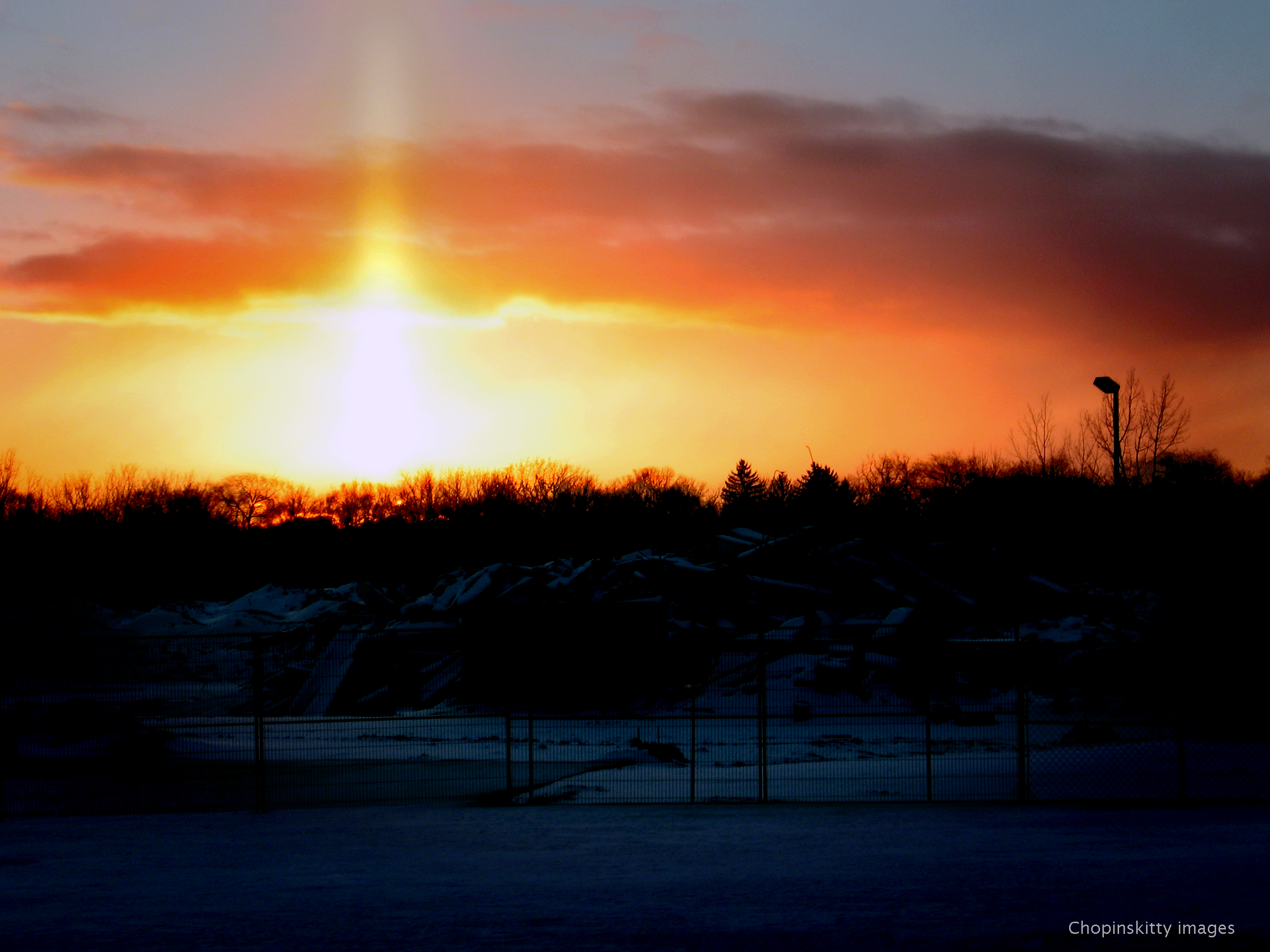
Um pilar de luz formado no pôr do sol perto de Toronto, Ontário.